# Denges
Denges je obec na jihozápadě Švýcarska, v okrese Morges v kantonu Vaud. Žije zde přibližně 1 600 obyvatel.

## Geografie
Denges leží v nadmořské výšce 399 m, vzdušnou čarou 3,5 km severovýchodně od okresního města Morges. Obec se nachází na severovýchodním svahu kopce Monteiron, západně od řeky Venoge, ve střední části kantonu Vaud, v blízkosti severního břehu Ženevského jezera.
Území obce o rozloze 1,7 km² se rozkládá na rovinaté části Vaudské náhorní plošiny. Území obce se táhne od klikatého toku řeky Venoge směrem na západ po dně údolí až ke kopci Monteiron, kde Denges dosahuje svého nejvyššího bodu ve výšce 433 metrů nad mořem. Na severu se území rozkládá v údolní kotlině na svahu náhorní plošiny Echandens. V roce 1997 bylo 41 % území obce pokryto zastavěnou plochou, 7 % lesy a lesními porosty a 52 % zemědělstvím.
Denges zahrnuje také dvě velké průmyslové zóny. Sousedními obcemi jsou Ecublens, Saint-Sulpice, Préverenges, Lonay a Echandens.

## Historie
První zmínka o obci pochází z roku 964 a nese název Dallingis. Později se objevily názvy apud Dangias (1005), Les Denges (1164) a v roce 1184 současný název. Název místa pravděpodobně pochází z osobního jména Dallo a znamená „u lidí jménem Dallo“.
Ve středověku vlastnila pozemky v Denges katedrální kapitula v Lausanne, benediktinské převorství Saint-Sulpice a opatství Lac de Joux (L’Abbaye) a Bellevaux. Po dobytí Vaudu Bernem v roce 1536 přešla obec pod správu panství Morges. Po pádu Staré konfederace patřila obec v letech 1798–1803 v období helvétského soustátí ke kantonu Léman, který byl poté po vstupu v platnost Ústavy o zprostředkování sloučen s kantonem Vaud. V roce 1798 byla obec přiřazena k okresu Morges.

## Obyvatelstvo
| Rok            | 1850 | 1900 | 1910 | 1930 | 1950 | 1960 | 1970 | 1980 | 1990 | 2000 |
| Počet obyvatel | 204  | 213  | 196  | 214  | 281  | 343  | 693  | 908  | 1060 | 1109 |

Z celkového počtu obyvatel je 84,4 % francouzsky mluvících, 5,3 % portugalsky mluvících a 2,8 % německy mluvících (stav v roce 2000). V roce 1850 mělo Denges 204 obyvatel a v roce 1900 213 obyvatel. Od roku 1950 (281 obyvatel) počet obyvatel prudce vzrostl, během 50 let se zčtyřnásobil.

## Hospodářství
Až do poloviny 20. století bylo Denges převážně zemědělskou obcí. Dnes hraje zemědělství v obživě obyvatel jen okrajovou roli. Na jižních svazích západně od Echandens se pěstuje víno. Od 60. let 20. století zde vznikly dvě obchodní a průmyslové zóny, které poskytují řadu pracovních míst. Mezi místní podniky patří společnost Félix Constructions SA zabývající se výstavbou fasád, prodejna stavebních materiálů, prodejna obkladů a dlažeb a fitness centrum. V posledních desetiletích se obec rozvinula v rezidenční obec. V důsledku toho mnoho pracujících dojíždí za prací především do Morges a Lausanne.

## Doprava

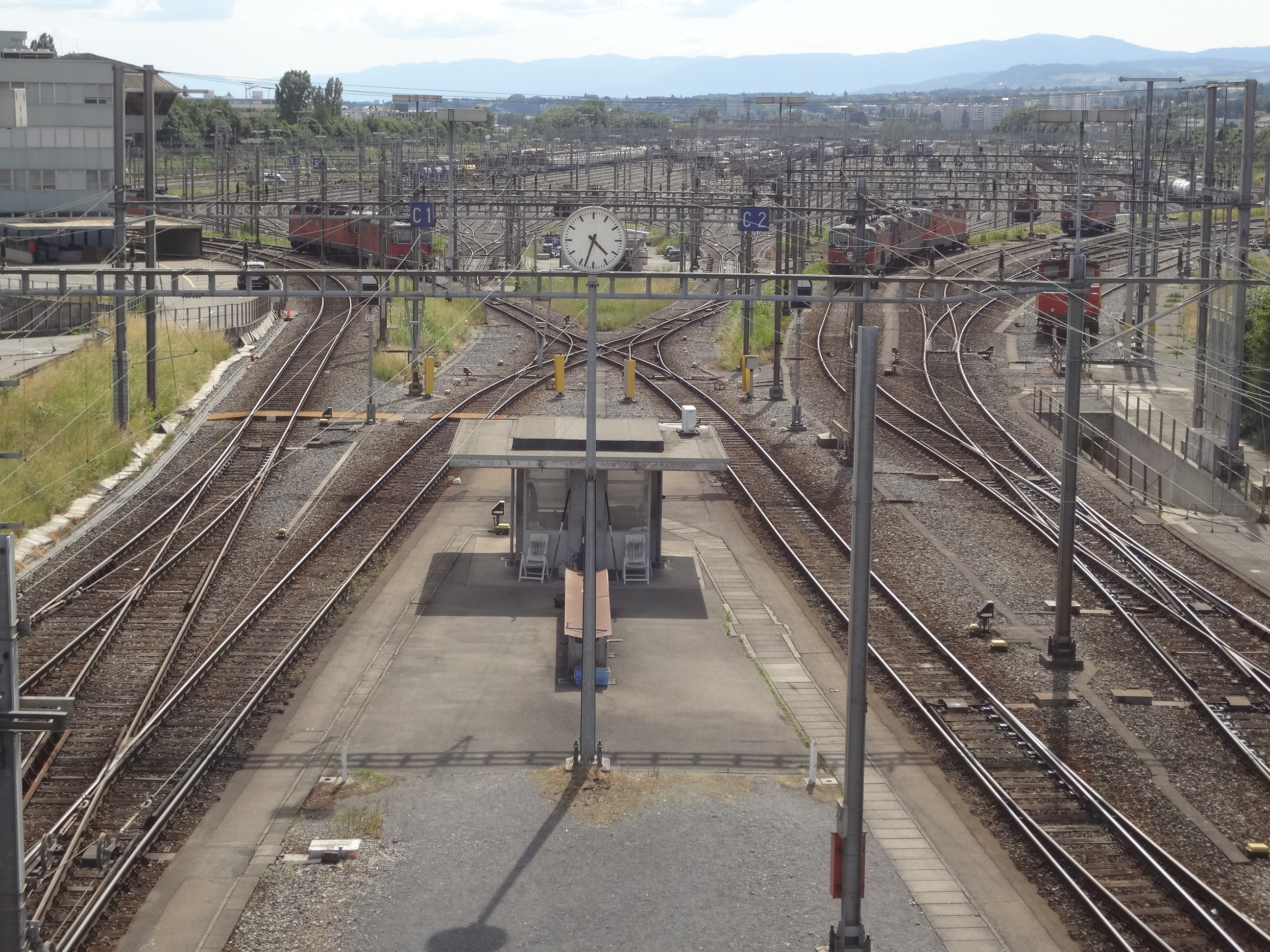
Seřaďovací nádraží Lausanne-Triage

Obec má dobré dopravní spojení. Nachází se na hlavní silnici z Morges do Crissier. Severní částí obce prochází dálnice A1 (Ženeva–Lausanne), která byla otevřena v roce 1964. Nejbližší dálniční sjezdy se nachází v Morges a Crissier. Úsek Renens–Morges železniční trati Lausanne–Ženeva byl otevřen 1. července 1855; stanice v Denges ale byla otevřena až od roku 1890.
Velké seřaďovací nádraží SBB Lausanne-Triage bylo vybudováno v letech 1969–1971. S délkou kolejí přibližně 60 kilometrů zabírá asi 17 hektarů území obce Denges; západní část leží na území obce Lonay.